# Festival du cinéma grec 1983
Le Festival  du cinéma grec de 1983 fut la 24e édition du Festival international du film de Thessalonique. Elle se tint du 3 au 9 octobre 1983.

## Palmarès
- Rebétiko : meilleur film, meilleure actrice, meilleur second rôle féminin et prix spécial de la musique
- Passage souterrain : meilleur jeune réalisateur
- Tendre Gang : meilleurs décors et costumes, meilleur montage, meilleure image, meilleure musique, prix spécial du meilleur acteur et meilleur film pour l'Union panhellénique des critiques de cinéma (PEKK)